# Arany Sándor (vegyészmérnök, 1899–1984)
Arany Sándor (Mezőtúr, 1899. március 4. – Debrecen, 1984. február 16.) vegyészmérnök, agrokémikus, egyetemi tanár, talajkutató.

## Családja
Felesége Herke Ilona, Herke Sándor (1882–1970) vegyészmérnök, talajkutató leánya. Gyermekeik: Arany Sándor (1939–2012) vegyészmérnök, Arany László (1942–) orvos és Arany Ilona (1944–) matematikus.

## Élete
Tanulmányait a Magyar Királyi József Műegyetemen végezte, ahol 1923-ban vegyészmérnöki diplomát kapott. Először a debreceni Mezőgazdasági Vegykísérleti Állomáson élelmiszervegyészként dolgozott. A Földművelésügyi Minisztérium a Hortobágy talajtani vizsgálatával bízta meg, s ekkor tanársegédként a műegyetemre került ’Sigmond Elek mellé. 1926-ban a műszaki doktori cím megszerzése miatt, Rockefeller ösztöndíjjal Riverside-ban, a Berkeley egyetem mezőgazdasági kísérleti állomásán, Walter Pearson Kelley mellett a szikes talajokkal foglalkozott. Bonnban 1927-ben, egy évig Hubert Kappen vendégkutatójaként a talajsavanyúsággal kapcsolatos kérdéseket tanulmányozta. Eredményeit ’Sigmond Elekkel, Herke Sándorral és W. P. Kellyvel közösen publikálta.
Hazatérése után a debreceni Gazdasági Akadémia (Pallag) kémia tanszékét vezette. A magántanári képesítést talajtan tárgykörében 1931-ben szerezte meg. Egyetemi magántanárként oktatott a debreceni Tisza István Tudományegyetemen is (1941-től már címzetes nyilvános rendkívüli egyetemi tanárként), mindkét helyen a mezőgazdasági kémia és a talajtan tudományágának elmélyítésén dolgozott. 1932-ben a debreceni Tisza István Tudományos Társaság II. (orvos–természettudományi) szakosztálya tagjai sorába választotta. 1943-tól az Országos Felsőoktatási Tanács tagjává választották. A második világháború idején a szegedi tudományegyetemen is meghívott előadóként oktatott.
1945 után a Tiszántúli Talajjavító Vállalat talajlaboratóriumát szervezte meg és vezette, majd az Országos Mezőgazdasági Minőségvizsgáló Intézet (OMMI) debreceni talajtani osztályának élére került, s itt dolgozott 1962. évi nyugdíjazásáig.
1954-ben megszerezte a mezőgazdasági tudományok doktora tudományos fokozatot.
Eredményeit mintegy száz tudományos közleményben ismertette. A Kísérletügyi Közlemények Szerkesztő Bizottságának tagja volt.
1926-tól a második világháború kitöréséig ’Sigmond Elek mellett a Nemzetközi Talajtani Társaság Szikes Albizottságának elnöke, majd egyik titkára volt. Az MTA Talajtani Bizottság tagja. A Talajtani Társaság elnöke (1959–1963). A Földművelésügyi Minisztérium Tudományos Tanácsának tagja (1958–1962), az Állandó Talajjavítási Bizottság elnöke (1958–1962).
80. születésnapjának tiszteletére 1979. március 6-án a MAE Hajdú-Bihar megyei Szervezetének Talajtani Szakosztálya és a Talajtani Társaság Talajkémiai Szakosztálya szakmai tanácskozást rendezett a MTESZ székházában (Debrecen, Kossuth utca 8.).

## Díjai, elismerései
- Miniszteri dicséret (1957)
- Kossuth-díj (1958)
- Munka Érdemrend arany fokozata (1968)
- 1981. június 20-án a Debreceni Agrártudományi Egyetem tiszteletbeli, „Honoris Causa” díszdoktorrá avatta.
- Treitz Péter-emlékérem (1983)

## Jelentősége
A Földtani Intézetnél 1926-ban a legjelentősebb szakemberekből megalakított munkabizottságnak is tagja volt, amely a Földművelésügyi Minisztérium megbízásából az alföldi szikes talajok feltérképezését és a minták kiértékelését végezte. 
A felvételeknél 'Sigmond Elek korábbi módszereit alkalmazták a térképszerkesztésnél (a Duna–Tisza-csatorna mellett végzett szikes felvételekről készített térképek), s melyeket Arany Sándor is használt a Hortobágy talajfelvételeinél.
A vizsgálat egyebek között megállapította, hogy a termőföld öntözéssel, lecsapolással, valamint mészadagolással javítható.
Nevéhez kapcsolódott számos olyan módszer és minőségi mutató hazai bevezetése, melyet ma is használnak a szikes talajok vizsgálatánál (pl. Arany-féle kötöttségi szám, KA), a nátriumszázalék és magnézium-viszonyszám bevezetése és elterjesztése, ülepítési eljárás a javítóanyag-szükséglet megállapítására, a szikesedési hányados.

## Művei
- A hortobágyi szikes legelőkön végzett talajfelvételek. (Kémiai Közlemények, 1926)
- A cukorgyári mésziszap talajjavító hatása. (Kémiai Közlemények, 1926)
- A fresnói (California) fekete alkáli által tarkított területek javítása. (Kémiai Közlemények, 1928)
- A nagy-Alföldön gyakorlatilag alkalmazott szikes talajjavító eljárásokról. (Mezőgazdasági Közlemények, 1930)
- A szabolcsi talajok mész- és tápanyagszükséglete. Debrecen, 1931.
- Vezérfonal a gazdasági akadémiai hallgatók laboratóriumi gyakorlataihoz. I. Minőségi kémiai analízis. A mezőgazdaságban gyakrabban használt anyagok minőségi vizsgálata. Nagy Károly és Társai, Debrecen, 1938. (Tankönyv)
- Vezérfonal a gazdasági akadémiai hallgatók laboratóriumi gyakorlataihoz. II. A térfogatos analízis. Mezőgazdasági kémiai gyakorlatok. Harmathy nyomda. Debrecen, 1939. (Tankönyv)
- Mezőgazdasági kémia. Debrecen, 1939. (Tankönyv.)
- A talajok rögszerkezete. (Mezőgazdasági Közlemények, 1943)
- Szikes talajok vizsgálata (Ballenegger Róbert- Mados László: Talajvizsgálati módszerkönyv c. munkájában, Budapest, 1944).
- Vezérfonal a gazdasági akadémiai hallgatók laboratóriumi gyakorlataihoz. III. Talajtani vizsgálatok. Bocskai nyomda. Érmihályfalva, 1945. (Tankönyv)
- Szikes talaj és javítása. Mezőgazdasági Kiadó, Budapest, 1956.

## Emlékezete
- 1987 – Tiszteletére a DATE Arany Sándor-emlékérmet alapított.
- 1999 – A debreceni egyetem falán elhelyezték emléktábláját.
- 2004 – Hajdú-Bihar Megye Önkormányzata Arany Sándor-díjat alapított. Munkásságának emlékére azon fiatal, vagy több évtizedes tapasztalattal rendelkező személyek részére adományozzák, akik a megye mezőgazdaságának fejlesztésével, az új technológiák elterjesztésével, a termelés hatékonyságát javító kutatásokkal, az agrárium európai uniós csatlakozását elősegítő tevékenységükkel, munkásságukkal hozzájárultak a mezőgazdaságból élők életminőségének javításához.[6]